# Síndrome de Fahr
La síndrome de Fahr (SF) o malaltia de Fahr o calcificació cerebral familiar primària o calcificació idiopàtica i familiar dels ganglis basals, és un trastorn neurològic degeneratiu hereditari rar, caracteritzat per dipòsits anormals de calci a les zones del cervell que controlen el moviment. En funció dels defectes genètics familiars presents en cada cas les manifestacions clíniques i radiològiques de la SF poden variar. Té una prevalença global de <1 cas/1.000.000 de persones. Algunes vegades la SF està associada amb un hipoparatiroïdisme de base, rabdomiòlisi i hipoparatiroïdisme alhora, un pseudohipoparatiroïdisme (hipocalcèmia per resistència a l'acció biològica de la parathormona), una tiroïditis de Hashimoto o un mieloma múltiple. S'ha descrit algun cas de concurrència de malaltia de Fahr i esclerosi múltiple. Mitjançant l'ús de tomografies computades, les calcificacions es veuen principalment en els ganglis basals i en altres zones com la corona radiata i l'escorça cerebral, el tàlem o el cerebel. La síndrome rep el seu nom en honor del neuròleg alemany Karl Theodor Fahr (1877-1945), qui la descrigué per primera vegada l'any 1930.

## Signes i símptomes
Els símptomes d'aquesta malaltia són molt heterogenis i inclouen el deteriorament de les funcions motores i de la parla, problemes orodentals, meningitis limfòcitica, convulsions, atàxia i altres moviments involuntaris. Altres símptomes són mals de cap, bufeta hiperactiva, hemiplegia, parèsia bilateral dels plecs vocals, discinèsia paroxística no cinesigènica, hemicorea hiperglicèmica no cetòsica, cardiomiopatia hipocalcèmica amb episodis sincopals recurrents, demència subaguda i alteració de la visió. Les característiques generals de la malaltia de Parkinson són bastant similars a les de la SF, en especial pel parkinsonisme que sofreixen els subjectes amb aquesta condició. De vegades, la simptomatologia de la SF es pot confondre amb la de la síndrome del lòbul frontal. En certs casos de la síndrome detectats incidentalment, el diagnòstic precoç d'un hipoparatiroïdisme associat i la correcció farmacològica de les anomalies subjacents del metabolisme del calci són crucials per prevenir dèficits neurològics irreversibles.
La malaltia sol manifestar-se entre la tercera i la cinquena dècada de vida, però pot aparèixer en la infància o en individus de la tercera edat. Generalment presenta malaptesa, fatigabilitat, marxa inestable, hipercinèsia oromanbibular amb ecolàlia, parla lenta (bradilàlia) o pràcticament ininteligible, pèrdues sobtades de consciència, dificultat per empassar o rampes. Les convulsions de diversos tipus són freqüents i a vegades refractàries a la medicació antiepilèptica. Els símptomes neuropsiquiàtrics, que poden ser el primer signe de la SF o les manifestacions més destacades d'ella, van des de dificultats lleus de concentració i memòria fins a canvis de personalitat i/o conducta, passant per rampells sobtats d'ira descontrolada o d'excessiva hilaritat, mania, psicosi i demència. La gent gran amb SF té un considerable risc de caure i patir fractures. La malaltia de Fahr pot coexistir, de manera ocasional, amb aneurismes intracranials múltiples, amb un meningioma endotelial simptomàtic o amb una demència de cossos de Lewy. En persones joves, rarament la SF cursa amb un ictus de naturalesa isquèmica. S'han descrit casos d'aquesta síndrome que presenten hemorràgies intracerebrals espontànies en zones poc comunes del cervell, llocs específics on els AVCs provocats per la malaltia no són habituals i d'individus amb SF amb manifestacions dermatològiques insòlites. El diagnòstic diferencial de la SF inclou la síndrome de Sturge-Weber, la de Labrune, l'encefalopatia mitocondrial, l'angiopatia mineralizant i l'hipoparatiroïdisme primari amb trets clínics i radiològics semblants als de l'espondilitis anquilosant. La SF no té un tractament específic i la seva prognosi varia segons el cas. Un assaig clínic amb etidronat (àcid etidrònic) ha obtingut resultats positius pel que fa al deteriorament cognitiu.

## Causes
Aquest trastorn es pot heretar de manera autosòmica dominant o recessiva. Té un ampli ventall de variants genètiques i fenotips associats. S'han relacionat amb l'origen d'aquesta afecció mutacions en diversos gens, entre ells SLC20A2, PDGFRB, XPR1 PDGFB, JAM2 i MYORG. Una forma inusual de SF familiar amb leucoencefalopatia s'ha identificat en individus amb una determinada mutació amb canvi de sentit en el gen PDGFB, no tipificada fins ara. Alguna rara vegada, les calcificacions cerebrals primàries apareixen com a resultat d'una reacció adversa al tractament amb bifosfonats.